# Le Clown et l'Enfant
Pour plus de détails, voir Fiche technique et Distribution.
Le Clown et l'Enfant (Toby Tyler, or Ten Weeks with a Circus) est un film américain réalisé par Charles Barton pour Walt Disney Productions en 1960, basé sur l'histoire d'un garçon orphelin qui travaille dans un cirque, d'après le roman de James Otis Kaler.

## Synopsis
Toby Tyler, un petit orphelin de 11 ans, vit chez son oncle et sa tante dans une grande pauvreté. Convaincu qu'il n'est pas le bienvenu, il parvient à se faire engager dans un cirque, de passage en ville. Très vite, il s'est fait engager comme vendeur d'arachide, de maïs soufflés, de pommes d'amour et de limonade où il découvre le monde des saltimbanques et se lie d'amitié avec Ben, l'homme à tout faire, Sam, le clown et son singe Mr Stubbs. Après la chute d'un garçon pratiquant la voltige, Toby doit le remplacer. Avec l'aide de ses amis Ben, Sam, Mr Stubb. et Jeanette, il devient vite un très bon cavalier et saura éblouir la foule.

## Fiche technique
- Titre original : Toby Tyler, or Ten Weeks with a Circus
- Titre français : Le Clown et l'Enfant
- Réalisateur : Charles Barton assisté de Arthur J. Vitarelli
- Scénario : Lillie Hayward, Bill Walsh d'après un roman de James Otis Kaler
- Photographie : William E. Snyder
- Montage : Stanley E. Johnson
- Direction artistique : Carroll Clark, Stan Jolley
- Décorateurs de plateau : Emile Kuri, Fred M. MacLean
- Costumes : Gertrude Casey, Alice Davis, Chuck Keehne
- Maquillage : Pat McNalley
- Coiffure : Ruth Sandifer
- Effets spéciaux : Ub Iwerks
- Effets visuels : Peter Ellenshaw (artiste matte)
- Technicien du son : Robert O. Cook, Dean Thomas
- Musique
  - Composition originale : Buddy Baker, Will Schaefer
  - Orchestrateur : Walter Sheets
  - Montage musical : Evelyn Kennedy
  - Chansons : Diane Lampert et Richard Loring (Biddle-dee-dee)
- Producteur : Bill Walsh (associé)
- Société de production : Walt Disney Productions
- Société de distribution : Buena Vista Film Distribution Company
- Pays de production :  États-Unis
- Format : Couleur
- Durée : 96 minutes
- Date de sortie : 1960

Sauf mention contraire, les informations proviennent des sources suivantes : Leonard Maltin, John West et IMDb

## Distribution
Source : Leonard Maltin, Dave Smith, John West et IMDb

## Sorties cinéma
Sauf mention contraire, les informations suivantes sont issues de l'Internet Movie Database.
- États-Unis : 21 janvier 1960
- Danemark : 26 décembre 1960
- Japon : 18 mars 1961
- Finlande : 28 avril 1961

## Origine et production
À la suite du succès de Quelle vie de chien ! (1959), le studio Disney confie à Charles Barton, alors réalisateur indépendant, un autre film avec plusieurs des acteurs sous contrat avec le studio. Le film est basé sur une nouvelle de James Otis Kaler. Parmi les acteurs, on retrouve Henry Calvin et Gene Sheldon, ayant joué dans la série télévisée Zorro, respectivement le Sergent Garcia et Bernardo. Le jeune Kevin Corcoran était aussi présent dans l'émission Mickey Mouse Club au travers de trois feuilletons dans lesquels il est nommé Moochie puis dans Quelle vie de chien !. C'est le troisième film de Kevin Corcoran pour Disney.
Selon Jimmy Johnson, la fermeture programmée d'un espace nommé Holidayland situé à l'extérieur du parc Disneyland comprenant un cirque sous chapiteau aurait été une des motivations de Walt Disney pour produire ce film. Walt Disney voulait continuer à utiliser les wagons décorés situés autour du chapiteau.
Fait assez rare pour être noté, des scènes du film sont présentées avant la diffusion du générique, elles présentent le jeune héros lisant des affiches annonçant l'arrivée d'un cirque dans la ville. Dans le film, Corcoran a réalisé lui-même les cascades équestres, bien que maintenu par des filins de sécurité. La parade du cirque a été tournée dans la Western Street des studios Disney (utilisée pour Zorro) en essayant n'avoir qu'un seul défilé estimé à 1 000 pieds (304,8 m). Pour cela la planification a été très méticuleuse et les chars et figurants ont dû s'installer dans la Residential Street et autour du studio, bloquant même l'entrée du studio sur Buena Vista Street. La scène a été entièrement tournée durant une seule nuit par Arthur Vitarelli grâce à plusieurs caméras.
Pour la musique du film, Jimmy Johnson à la tête de Walt Disney Records reçoit une demande de la part de Walt Disney de lire le scénario et de proposer une chanson pour les moments suggérés. Bien qu'il trouve le scénario léger et faible, Johnson a cherché 12 chansons pour les scènes indiquées par Walt. Une incompréhension s'installe entre les deux hommes. Johnson pense que dans son compte-rendu de trois pages, Walt Disney ne retiendra que 5 ou 6 chansons et Walt considère que Johnson veut vendre de la musique à tout prix. Finalement le film ne compte qu'une seule chanson « Biddle-dee-dee » de Diane Lampert et Richard Loring.
À la fin du film le générique mentionne présentant Ollie Wallace ce qui est une blague interne au studio en l'honneur d'Oliver Wallace, compositeur des studios Disney depuis 1936 et qui joue dans ce film un rôle mineur de chef de fanfare,.
Réalisé avec un budget modeste, le film n'a obtenu qu'un succès modeste lui aussi mais sa simplicité, son aspect et son parfum nostalgiques ont permis sa rediffusion à la télévision.

## Sortie et accueil
Il a ainsi été diffusé à la télévision dans l'émission Walt Disney Presents sur ABC en deux épisodes sous le titre Toby Tyler, le 22 novembre et le 29 novembre 1964.
Le film reçoit d'assez bonnes critiques principalement sur sa simplicité. Harvey Thompston du New York Times écrit « la minimalité des décors propulsent la galerie des gens du cirque sous un doux projecteur ... ce petit film brille de l'intérieur par sa douceur. » Paul Backley du Herald Tribune le classe parmi « les classiques mineurs des films pour enfants. »
Le film est sorti en vidéo en 1986.

## Analyse
Le film présente une vision colorée et nostalgique du cirque et de la vie à la campagne au tournant du XXe siècle aux États-Unis. Au travers de nombreux clichés sur les cirques ambulants de cette époque, le film permet au jeune public de s'identifier facilement au jeune héros, en faisant un film sans prétention mais plaisant. Il est aussi l'un des premiers de Disney à faire l'usage d'un « animal destructeur comique », ici un singe, que les personnages n'arrivent pas à comprendre, ni les spectateurs adultes mais qui, comme a pu le constater le studio, plait aux enfants.
Pour John West, le film est magnifique et nostalgique avec des suggestions de la noirceur de la vie. Pour Steven Watts, le film fait partie de ceux produits dans les années 1950 qui s'éloignent du stéréotype acidulé de Disney [de l'animation] et se focalisent sur la nature fragile du bien-être intérieur. Les familles présentées depuis Danny, le petit mouton noir (1948) sont incomplètes, dures, parfois violentes et cherchant à survivre. Pour Le Clown et l'Enfant, un garçon orphelin doit fuir son oncle violent et rejoint pour cela un cirque. Steven Watts précise que Le Clown et l'Enfant fait partie des nombreux films scénarisés par Bill Walsh, auteur de nombreux films Disney ayant eu un succès commercial et populaire dans les années 1960 comme Quelle vie de chien ! (1959), Monte là-d'ssus (1961), Après lui, le déluge (1963), Mary Poppins (1964), L'Espion aux pattes de velours (1965) et Lieutenant Robinson Crusoé (1966).